# Spectral Band Replication (SBR)
Spectral band replication (SBR) – technologia polepszająca dźwięk lub kodeki mowy, szczególnie przy niskich szybkościach transmisji danych, opierająca się na  harmonicznej redukcji w zakresach częstotliwości.
Technologia może być połączona z jakimkolwiek kodekiem kompresji dźwięku: kodek transmituje niskie i średnie częstotliwości widma dźwięku, podczas gdy SBR  powiela wyższe pasma częstotliwości transponując je harmonijnie od niskich i średnich częstotliwości w dekoderze. Informacja sterująca dla zrekonstruowania wysokich częstotliwości powłoki widma jest transmitowana jako informacja poboczna.
Kiedy jest to niezbędne, technologia rekonstruuje lub znakomicie miksuje informacje zawierające szum w wybranych zakresach częstotliwości, aby wiernie powielić sygnały, które w oryginale nie zawierały żadnych lub niewiele komponentów tonalnych.

## Psychoakustyczne kodeki  używające SBR
SBR zostało połączone z  Advanced Audio Coding, żeby stworzyć  MPEG-4 High Efficiency AAC (AAC+), z MP3 aby stworzyć mp3PRO, a także z  MPEG-1 Layer II (MP2). Standard został opublikowany dla MPEG-4 Audio (MPEG-4 Part 3) w ISO/IEC 14496-3:2001/Amd 1:2003 oraz zdefiniowany jako jeden z typów MPEG-4 Audio Object.
Jest używana w systemach rozgłoszeniowych takich jak  DAB+, Digital Radio Mondiale (DRM+, nie DRM), HD Radio oraz XM Satellite Radio.